# Toschia cypericola
Toschia cypericola är en spindelart som beskrevs av Rudy Jocqué 1981. Toschia cypericola ingår i släktet Toschia och familjen täckvävarspindlar.
Artens utbredningsområde är Malawi. Inga underarter finns listade i Catalogue of Life.